# Tamnonogi guan
Tamnonogi guan (lat. Penelope obscura) je vrsta ptice iz roda Penelope, porodice Cracidae.
Prirodna staništa su joj suptropske i tropske vlažne nizinske i planinske šume. Duga je prosječno 73 centimetra, dok je teška 1200 grama, a po izgledu jako nalikuje vrsti Penelope superciliaris. Hrani se voćem, cvijećem i pupoljcima koje nalazi na tlu, kao i sjemenkama raznih biljaka.
Ima tri podvrste. To su:
- Penelope obscura bronzina - živi na istoku Brazila (Espíritu Santo i Santa Catarina).
- Penelope obscura obscura - jugoistok Brazila i Paragvaja, Urugvaj i sjeveroistok Argentine.
- Penelope obscura bridgesi - istočne Ande Bolivije i sjeveroistok Argentine.